# Список самых высоких зданий Боснии и Герцеговины
Список самых высоких зданий Боснии и Герцеговины — перечень самых высоких зданий страны.

## Список
В этом списке приведены небоскрёбы Боснии и Герцеговины с высотой от 60 метров, основанные на стандартных измерениях высоты. Эта высота включает шпили и архитектурные детали, но не включает антенны радиовышек и башен. Существующие сооружения включены для построения рейтинга, основываясь на текущей высоте. Знак равенства (=) после ранга указывает на ту же высоту между двумя или более зданий. В столбце «Год» означает год, в котором здание было завершено. Свободно стоящие башни, оттяжки мачта и другие не жилые структуры включены для сравнения; Однако, они не ранжированы.
| Место | Фото | Здание                                              | Город     | Высота м | Этажность | Год постройки | Примечания                                                                      |
| ----- | ---- | --------------------------------------------------- | --------- | -------- | --------- | ------------- | ------------------------------------------------------------------------------- |
| 1     |      | Avaz Twist Tower                                    | Сараево   | 176      | 38        | 2008          | Самое высокое офисное здание в Боснии и Герцеговине и бывшей Югославии.         |
| 2     |      | Bosmal City Center                                  | Сараево   | 118      | 35        | 2007          | Самое высокое полностью жилое здание в Боснии и Герцеговине и бывшей Югославии. |
| 3     |      | Mellain Center                                      | Тузла     | 110      | 23        | 2014          | Самое высокое здание в Боснии и Герцеговине за пределами Сараево.               |
| 4     |      | Lamela                                              | Зеница    | 102      | 27        | 1976          |                                                                                 |
| 5     |      | United Investment and Trading Company               | Сараево   | 97       | 25        | 1981          |                                                                                 |
| 6     |      | Mostarka                                            | Мостар    | 95       | 22        |               | Самое высокое здание в Герцеговине.                                             |
| 7     |      | Greece – Bosnia and Herzegovina Friendship Building | Сараево   | 90       | 21        | 1982          | Реконструировано в 2005 - 2007 г.                                               |
| 8     |      | Blok S2 Novo Sarajevo                               | Сараево   | 82       | 19        | 2015          |                                                                                 |
| 9     |      | Sarajevo City Center                                | Сараево   | 74       | 18        | 2014          |                                                                                 |
| 10    |      | Republika Srpska Government Tower                   | Баня-Лука | 70       | 17        | 2007          |                                                                                 |
| 11    |      | Kumrovec/Otoka Business Center                      | Сараево   | 66       | 16        | 2010          |                                                                                 |
| 12    |      | Hotel Bristol                                       | Сараево   | 66       | 16        | 2010          |                                                                                 |
| 13    |      | Integral Building                                   | Баня-Лука | 66       |           | 2010          |                                                                                 |